# Joan Pere Le Bihan
Joan Pere Le Bihan i Rullan (Marsella, 16 de febrer de 1948) és un activista social catalanista nord-català. Entre les seves diverses activitats a favor de la promoció de la llengua catalana a la Catalunya del Nord destaca el rol que desenvolupà com a director de la xarxa d'escoles catalanes a l'estat francès, La Bressola.

## Biografia
De pare bretó i mare mallorquina, estudià filologia espanyola a la Universitat d'Ais de Provença i fou professor de castellà a un liceu de Marsella. Militant d'esquerres, el 1973 deixà la feina per treballar com a obrer a Marsella, La Ciutat i La Sanha, on destacà en la defensa dels treballadors marroquins i tunisians sense papers. Un accident laboral l'obligà a retirar-se a la Vendée, on dirigí un centre de formació professional. Va organitzar la campanya per a l'alliberament de militants bascs i catalans tancats a l'Illa d'Yeu. El 1977 s'establí a Perpinyà i el 1979 es va fer càrrec de l'escola catalana la Bressola de Nyils (el Rosselló).
El 1981 es va fer càrrec de la direcció de La Bressola. L'any 1991 fundà La Bressola de Prada (el Conflent) i fou elegit president de l'associació Onofre d'Alentorn per mitjà de la qual va impulsar el 1992 la instal·lació dels repetidors de TV3 al Conflent i al Riberal de la Tet.
El 1995 va negociar amb el Ministre d'Educació de França l'estatut vigent de La Bressola, que permet que l'Estat en pagui els mestres si el centre té més de cinc anys. Va impulsar la creació de les escoles catalanes del Soler, Sant Esteve del Monestir (el Rosselló), el Vernet (Perpinyà), Càldegues (la Cerdanya) així com el centre d'ensenyament secundari català Pompeu Fabra del Soler. Va aconseguir que s'esmenés la Llei Toubon sobre l'ús del francès per impedir que s'apliqués les llengües que l'estat francès anomena "regionals"… Ha estat copresident de la Comissió de Llengües Regionals de la regió del Llenguadoc-Rosselló.
El 1995 va rebre el Premi Jaume I d'Acció Cívica i el Premi Ramon Aramon.
El 2006 va rebre el Premi Emili Darder de l'Obra Cultural Balear.
L'any 2014 va publicar el llibre Estat nou? Escola nova! Propostes per salvar i estendre l'ús del català, prologat per Joaquim Arenas i Sampera i editat per Edicions 1984.